# George Henry Corliss
George Henry Corliss (2 de junio de 1817 - 21 de febrero de 1888) fue un ingeniero mecánico e inventor estadounidense, conocido por desarrollar la máquina de vapor Corliss, una gran mejora con respecto a cualquier otra máquina de vapor estacionaria de su tiempo. También diseñó y construyó el Centennial Engine, un gigantesco motor de vapor, pieza central de la Exposición del Centenario de 1876 en Filadelfia. 

## Primeros años
George Henry Corliss nació en 1817 en Easton, Nueva York, cerca de la frontera con Vermont. Era el segundo hijo del médico Hiram Corliss y de su esposa Susan Sheldon. Asistió a escuelas locales hasta los 14 años, cuando comenzó a trabajar en un almacén en la ciudad de Greenwich, Nueva York. En 1834 ingresó en la academia en Castleton, Vermont y se graduó en 1838. 

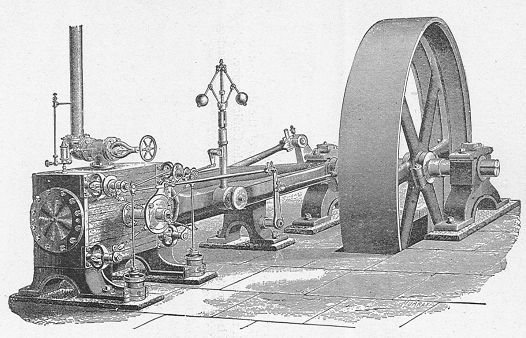
Un típico motor Corliss. El engranaje de la válvula Corliss está a la izquierda y se conecta al pistón que impulsa el volante a la derecha

Corliss mostró signos tempranos de sus habilidades mecánicas en 1837, después de que una inundación arrasó un puente sobre el Batten Kill en Greenwich, y organizó a otros constructores locales para levantar una nueva estructura. Después de graduarse en Castleton en 1838, estableció su propio almacén en la ciudad de Greenwich, donde permaneció durante tres años. En enero de 1839 se casó con Phebe F. Frost, natural de Canterbury, Connecticut. Juntos tuvieron dos hijos, Maria y George, Jr. 
Durante este tiempo, Corliss se interesó cada vez más en los avances de la mecánica. Alrededor de 1841, decidió prestar toda su atención a este nuevo campo, y en 1842 obtuvo una patente sobre una máquina para coser botas, zapatos y cuero grueso.
Corliss se mudó a Providence (Rhode Island) en 1844, con la esperanza de encontrar fondos para perfeccionar su máquina de coser. En Providence, encontró trabajo en el negocio de Fairbanks, Bancroft & Company como delineante. Sin embargo, pronto abandonó su trabajo sobre las máquinas de coser para centrarse en un nuevo esfuerzo: mejorar la máquina de vapor estacionaria, que por entonces todavía era una alternativa ineficiente o complementaria a la energía del agua.

## Carrera
En 1848, Corliss se asoció con John Barstow y E.J. Nightingale bajo el nombre de Corliss, Nightingale & Company. Durante aquel año, la compañía construyó el primer motor utilizando las mejoras de Corliss, que a excepción de varios perfeccionamientos técnicos posteriores, fue esencialmente la máquina de vapor Corliss de los años siguientes. Corliss y sus asociados erigieron una nueva fábrica en el cruce de Charles Street con el ferrocarril en Providence, donde la compañía se expandiría enormemente en los años siguientes. En el momento de la muerte de Corliss en 1888, la planta cubría aproximadamente 5 acres (2 ha) y la compañía empleaba a más de 1000 personas.

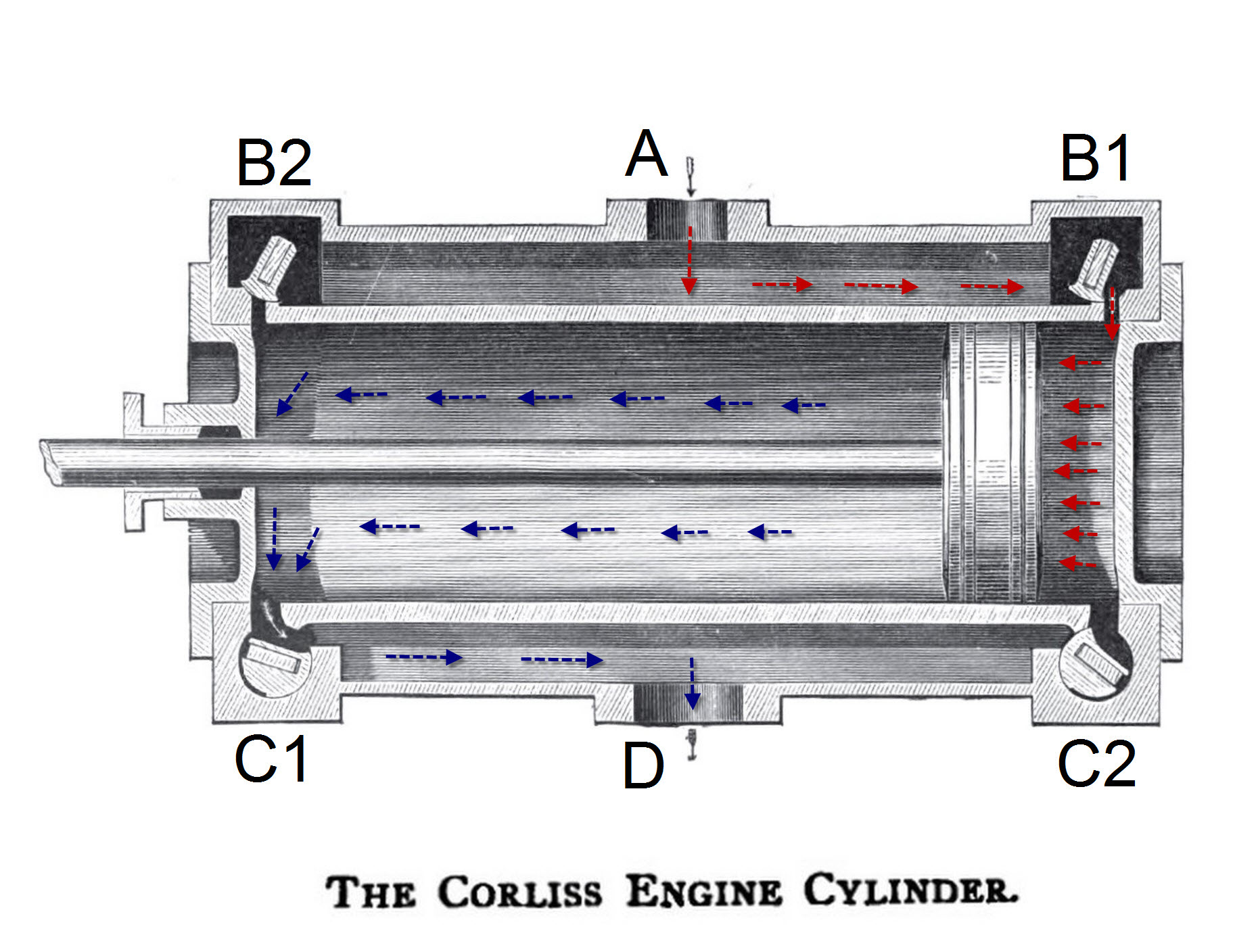
Detalle de una válvula tipo Corliss que muestra la trayectoria del vapor a alta presión (en rojo) y el vapor a baja presión (en azul). Con cada carrera, las cuatro válvulas alternan la apertura y el cierre, impulsando el pistón hacia adelante y hacia atrás

El 10 de marzo de 1849, a Corliss se le concedió la Patente de EE. UU. # 6162 por su sistema de válvulas. En 1856 se fundó la Corliss Steam Engine Company, con George Corliss como presidente, y su hermano menor, William, como tesorero. 
Ya en 1859, los motores Corliss se exportaban a Escocia para su uso en las fábricas de algodón. En 1864, sus válvulas eran fabricadas bajo licencia por B. Hick and Son, de Bolton, Inglaterra. Corliss dirigió tanto el negocio como la investigación de esta empresa, y con el paso de los años inventó muchas mejoras en la línea de ensamblaje y producción, como un torno para producir engranajes cónicos. Finalmente, Europa se convirtió en un gran comprador de los motores Corliss, copiados por fabricantes que imitaban el nombre del inventor estadounidense. 
La considerable mejora en la eficiencia del consumo de combustible del motor Corliss fue un importante argumento de venta, particularmente durante los primeros años. Al igual que otros fabricantes de motores de la época, Corliss Steam Engine Company a menudo negociaba el precio de venta de sus máquinas sobre los ahorros previstos en el consumo de carbón.
La primera esposa de Corliss, Phebe, murió el 5 de marzo de 1859. En diciembre de 1866, se casó con Emily Shaw. 

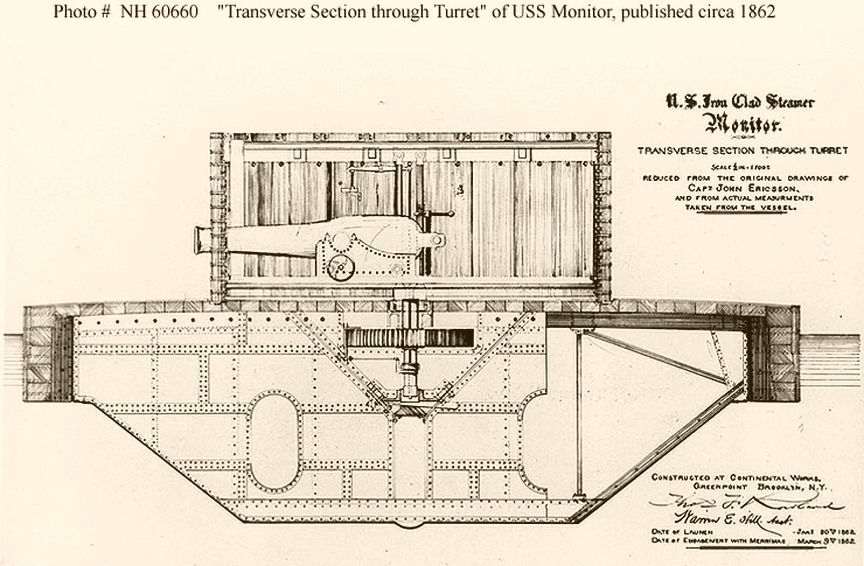
Detalle de la torreta del Monitor, en cuya construcción participó Corliss

La Corliss Steam Engine Company suministró maquinaria al gobierno de los Estados Unidos durante la Guerra Civil. Cuando se construyó el acorazado Monitor en 1861, era preciso construir un gran anillo sobre el que giraría la torreta con el cañón del barco, y Corliss Engine Works era una de las pocas plantas en el país con la maquinaria necesaria para mecanizar el gran anillo. Cuando Corliss supo para qué se le requería, dejó de lado otros asuntos y trabajó en su planta día y noche para completar este importante anillo a tiempo y entregarlo en Nueva York.
A finales de la década de 1860 comenzó a ser reconocido internacionalmente por sus logros. En la Feria Mundial de 1867 celebrada en París, ganó el primer premio en un concurso de los cien fabricantes de motores más famosos del mundo. Uno de sus comisionados en la exposición, John Scott Russell, llegó a decir del sistema de válvulas Corliss, que era: 

"Un mecanismo tan hermoso como la mano humana. Libera o retiene la válvula de alimentación y proporciona una mayor o menor dosis de vapor en la proporción correcta a cada necesidad variable. El motor estadounidense de Corliss es en todas partes una muestra de previsión sabia, proporciones juiciosas y ejecución y mecánica exquisitos"

El 11 de enero de 1870, cien años después de que James Watt patentara su primera máquina de vapor, la Academia Estadounidense de las Artes y las Ciencias le otorgó el Premio Rumford. Fue en esta ocasión cuando el Dr. Asa Gray, presidente de la academia, comentó: "Ningún invento desde el tiempo de Watt ha mejorado tanto la eficiencia de la máquina de vapor como esta por la que ahora se presenta la medalla Rumford".

## Exposición del Centenario

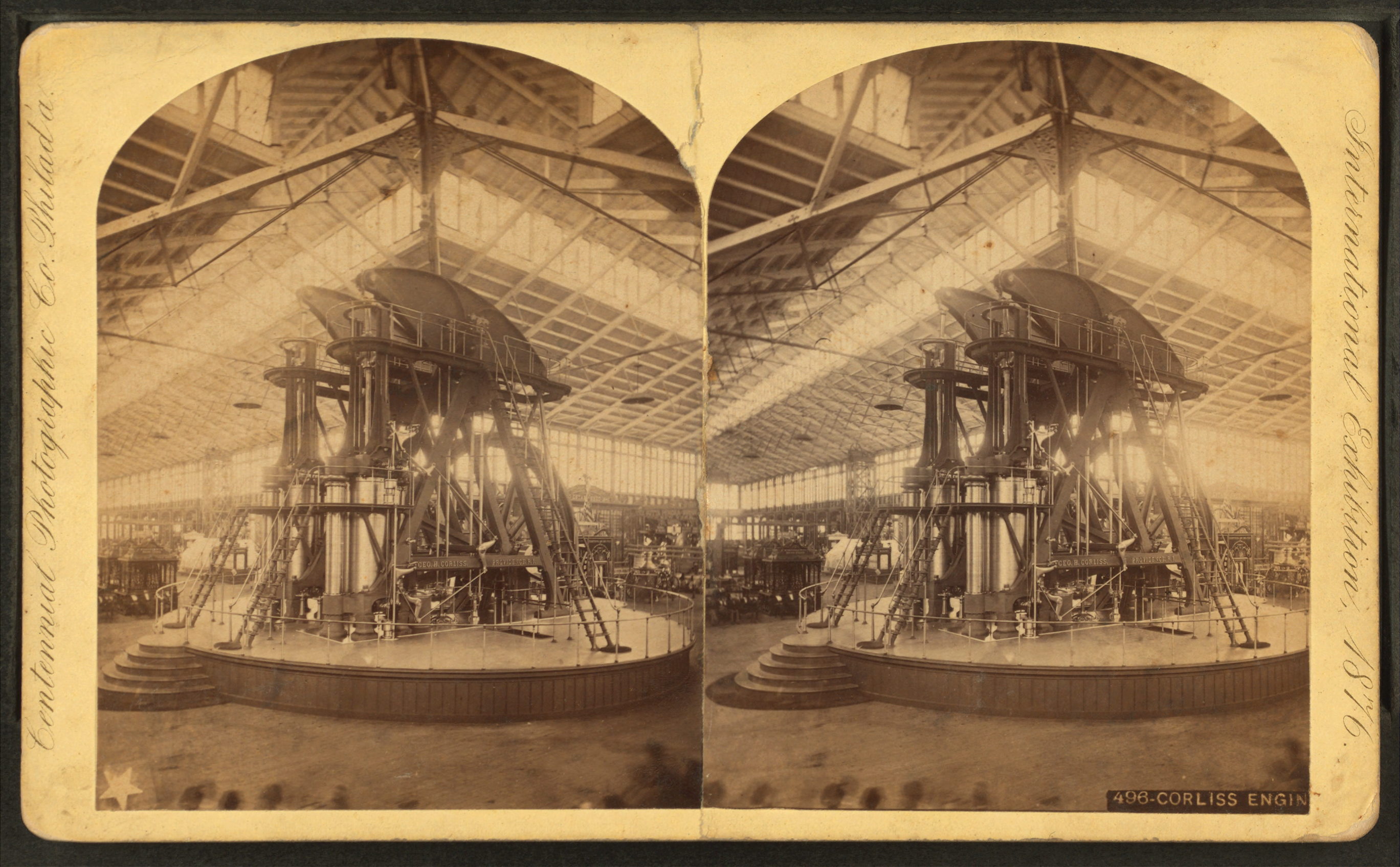
Estereografía del Motor del Centenario de 1876

En 1872, el estado de Rhode Island designó a Corliss su comisionado para hacerse cargo de la Exposición del Centenario en Filadelfia, y fue elegido uno de los miembros del comité ejecutivo encargado de los preliminares. Tras la gran tarea de organizar la exposición, trabajó con su energía incansable habitual y sugirió que se organizara la Junta de Finanzas del Centenario, un organismo que tuvo mucho que ver con el éxito financiero de la exposición. 
En su propio departamento como ingeniero, Corliss contribuyó en gran medida al éxito de la feria, y fue él quien suministró, después de que los planes de todos los demás competidores resultaron inadecuados, el gran motor de mil cuatrocientos caballos que suministró la energía con la que se alimentó el Salón de Maquinaria.
Corliss instaló este motor, el mayor del mundo hasta entonces, a un costo de cien mil dólares para él y sin gastos adicionales para la exposición. El gran motor se utilizó luego para operar los talleres de la Pullman Car Works en Chicago hasta 1910, cuando se vendió como chatarra.

## Carrera posterior y legado
Corliss también estuvo activo dentro de la comunidad. Fue elegido tres veces consecutivas a la Asamblea General de Rhode Island como representante de North Providence. Su mandato abarcó los años de 1868-69-70. En 1876 fue elegido elector presidencial, emitiendo su voto para el presidente Hayes. En cuanto a sus creencias religiosas, era congregacionalista. Asistió a la Iglesia Congregacional Central de Providence hasta que se unió a la Iglesia de Charles Street cuando se fundó en 1865. Estaba muy interesado en la causa de la religión, e hizo generosas donaciones tanto a su propia iglesia como a otras. 
La patente de 1849 de Corliss expiró en 1870 después de que fuera extendida por la reedición de la Patente de los Estados Unidos 200 el 13 de mayo de 1851 y las reediciones de la Patente de los Estados Unidos 758 y 763 el 12 de julio de 1859. Después de 1870, muchas otras compañías comenzaron a fabricar motores Corliss. Entre ellos, la William A. Harris Steam Engine Company, la Worthington Pump and Machinery Company, y la EP Allis Company, que finalmente se convirtió en Allis-Chalmers. En general, estas máquinas se denominaban motores "Corliss", independientemente de quién las fabricara. El motor "tipo Corliss" se hizo particularmente popular en Europa. Curiosamente, Corliss recibió el Gran Diploma de Honor de la Exposición de Viena de 1873, aunque ni siquiera era expositor en el certamen. 
Otro honor, tal vez el mayor de todos, le fue otorgado por el Instituto de Francia mediante la proclamación pública, el 10 de marzo de 1879, del Premio Montyon del año 1878, el premio más codiciado por logros mecánicos otorgado en Europa. Recibió este honor, por una coincidencia, en el trigésimo aniversario de la concesión de su primera patente. En 1886, el rey de Bélgica convirtió a Corliss en un oficial de la Orden de Leopoldo.
A pesar de la competencia, Corliss continuaría siendo activo dentro de su compañía, introduciendo cambios en su diseño básico según las necesidades del mercado o del cliente.
Corliss murió el 21 de febrero de 1888 a la edad de 70 años. Está enterrado en el cementerio Swan Point en Providence, con su segunda esposa Emily.
La Corliss Steam Engine Company fue comprada por la International Power Company en 1900, que a su vez fue adquirida en 1905 por la American and British Manufacturing Company. En 1925, la compañía se fusionó con la Franklin Machine Company. 
La casa que construyó en 1875 en el lado este de Providence, ahora se conoce como la Casa Corliss-Brackett y es parte de la Universidad de Brown. La calle Corliss en Providence, ubicada cerca del antiguo sitio de la fábrica Corliss, también se nombra en su honor, al igual que la Escuela Secundaria Corliss en Chicago, Illinois. 
Corliss fue incluido en el Salón de la Fama de Inventores Nacionales en 2006.